# Simpang Limo
Simpang Limo is een bestuurslaag in het regentschap Muaro Jambi van de provincie Jambi, Indonesië. Simpang Limo telt 2390 inwoners (volkstelling 2010).